# Ташеба
Ташеба (хак. Тас оба — каменная стела) — посёлок в Усть-Абаканском районе Хакасии, находится в 30 км к юго-западу от райцентра — пгт Усть-Абакан.
Расположен на линии Новокузнецк — Абакан Красноярской железной дороги, у узловой станции Ташеба (с веткой на Черногорск (без пассажирского движения)). Расстояние до Абакана 15 км.
Основан в начале XX века. Основные предприятия — ж.-д. станция (пропуск поездов с контрольно-техн. осмотром, подача и расстановка вагонов), предприятие «Вторчермет» (отгрузка и переработка металлолома), песчано-гравийный карьер.
Работают начальная школа, сельский клуб, библиотека.

## Население
| 2002 | 2010 |
| ---- | ---- |
| 857  | ↗944 |

Национальный состав: русские (77,7 %), хакасы (3,5 %), украинцы, мордва и др..